# Megan Thee Stallion
Megan Jovon Ruth Pete (1995. február 15. –), művésznevén Megan Thee Stallion, háromszoros Grammy-díjas amerikai rapper, énekes és dalszerző. San Antonioban született, ismertségét a freestyle műfajban szerezte Instagramon keresztül.
Megan Thee Stallion 2018-ban írt alá a 300 Entertainment lemezkiadóval, majd 2019-ben kiadat a Fever (2019) mixtape-et és a Suga (2020) középlemezt. 2020-ban jelent meg stúdióalbuma, a Good News (2020). Kislemeze, a "Savage (Remix)", Beyoncé közreműködésével és munkája Cardi B "WAP" dalán, amelyek mind 2020-ban jelentek meg, elérték a Billboard Hot 100 első helyét. A 63. Grammy-díjátadón az első női hiphop előadó lett Lauryn Hill óta, aki elnyerte a Legjobb új előadó díjat.
Karrierje során több díjat is elnyert, többek között két BET Awardot, öt BET Hip Hop Awardot, két MTV Video Music Awardot, egy Billboard Women in Music Awardot és három Grammy-díjat. 2020-ban a Time magazin helyet adott neki a Világ 100 legbefolyásosabb embere listán.

## Korai évek
Megan Jovon Ruth Pete 1995. február 15-én született San Antonióban, Texasban. Anyja, Holly Aleece Thomas születése után rögtön Houstonba költözött. Thomas Holly-Wood művésznéven rappelt és gyakran vitte el lányát a stúdióba óvoda helyett. Pete Houston South Park szomszédságában nőtt fel, mielőtt Pearlandbe költözött volna 14 évese korában, itt négy évet élt. Pete 16 évesen kezdett el dalokat írni. Mikor elmondta anyjának, hogy rappelni akar, Holly azt mondta, hogy akkor teheti meg, ha 21 éves lesz. Anyja azt mondta, hogy dalszövegei túlságosan szexuálisak voltak életkorához képest. Pete a Pearland Középiskolába járt. Apja 9. osztályos korában hunyt el.
2013-ban, miközben a Prairie View A&M Egyetemen tanult, elkezdett feltölteni freestyle-videókat közösségi média oldalaira. Ez segített neki ismertséget szerezni. Korai éveiben "stallion"-nek (angolul: csődör) hívták magassága miatt (178 cm), innen kapta művésznevét (az Egyesült Államok déli részében általában ezzel a jelzővel illetik a magasabb nőket).

## Karrier

### 2016–2017: korai karrier
2016 áprilisában Megan Thee Stallion kiadta első kislemezét, a Like a Stallion-t. Ezt csak a SoundCloudon megjelent mixtape-ek, a Rich Ratchet (2016) és a Megan Mix (2017) követték. 2017 szeptemberében debütált szólóban a hivatalosan kiadott Make It Hot középlemezzel. A Last Week in HTx legsikeresebb kislemeze lett az időben, több millióan tekintették meg YouTubeon. 2017-ben kiadta a Stalli (Freestyle)-t, amely XXXTentacion Look at Me! című dalán újradolgozott verziója volt.

### 2018–2019: aTina Snowés aFever
2018 elején Megan Thee Stallion aláírt a 1501 Certified Entertainment lemezkiadóval, Houstonban. Ő volt a kiadó első női rappere és fellépett a 2018-as SXSW-n márciusban. 2018 júniusában Pete kiadta a Tina Snow középlemezt. Az EP-t jól fogadták a kritikusok. 2018 novemberében bejelentette, hogy szerződést kötött a 300 Entertainmenttel, ahol szintén az első női rapper volt. Ebben az évben vendégelőadó lett volna az ausztrál rapper, Iggy Azalea Bad Girls turnéján, de azt lemondták.
2019. január 22-én kiadta a Big Ole Freak kislemezt és annak videóklipjét. Április 15-én a Big Ole Freak a 99. helyen szerepelt a Billboard Hot 100 listán, a rapper első dala, amely szerepelt a slágerlistán. A dal végül a 65. helyig jutott a listán. A Fever, a második hivatalos mixtape-je 2019. május 17-én jelent meg és pozitív reakciókat kapott, a Paper az év albumának nevezte.
2019. május 21-én kiadta a Realer videóklipjét. 2019. június 20-án jelent meg az XXL éves Freshman Class listája, amelyen helyet kapott. 2019 júliusában Chance The Rapper kiadta debütáló albumát, a The Big Day-t és Megan közreműködött a Handsome című számon. 2019 augusztusában debütált az A Black Lady Sketch sorozat, amelyben felhasználták Megan Hot Girl című dalát. 2019. augusztus 9-én kiadta a Hot Girl Summer című kislemezét, amelyen közreműködött vele Nicki Minaj és Ty Dolla $ign. A dal 11. helyig jutott a Billboard Hot 100-on, amellyel Megan első dala lett, amely elérte a lista legjobb húsz helyét és elérte a Rolling Stone 100 élét. Egy héttel később jelent meg Quality Control Quality Control: Control the Streets, Volume 2 albumán, Megan Thee Stallion szerepelt a Pastor dalon Quavoval és a City Girls-zel. 2019 októberében elkészítette és szerepelt a Hottieween sorozatban, amelyet Teyana Taylor rendezett. 2019 novemberében helyet kapott a Time magazin a Time 100 Next listáján.

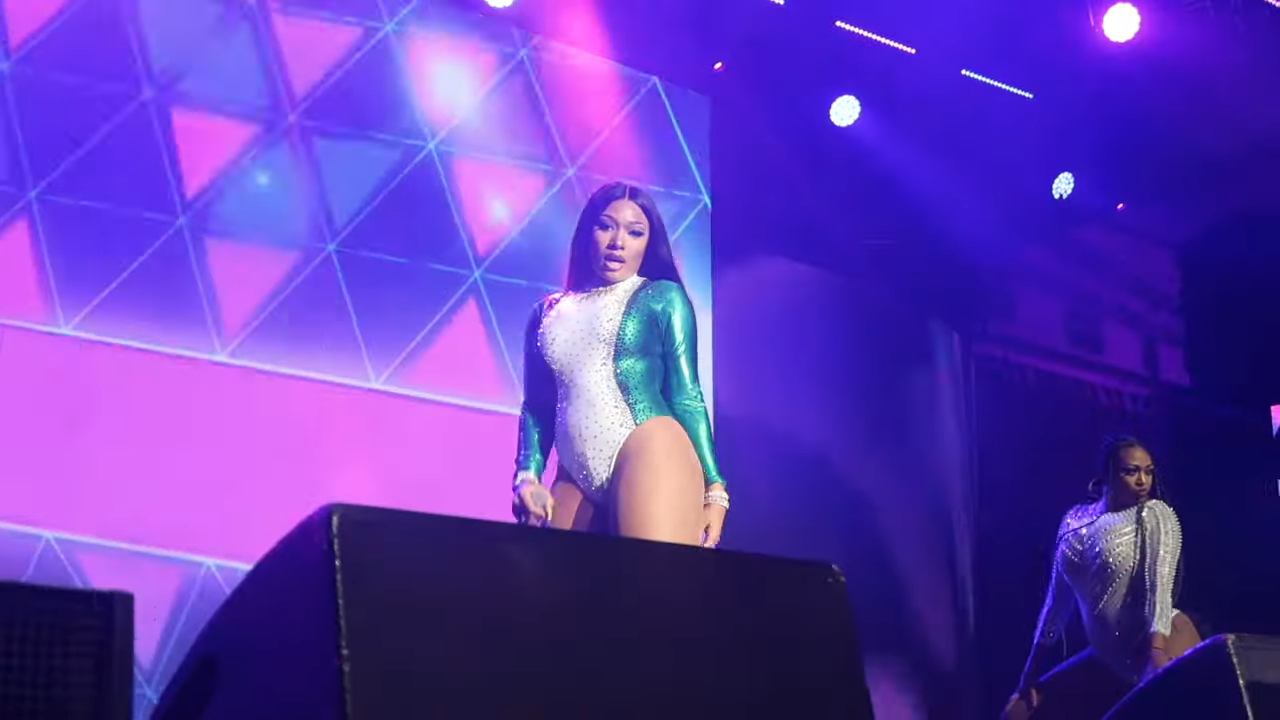
Megan Thee Stallion egy lagosi koncertjén 2019-ben

### 2020–napjainkig: aSugaés aGood News
2020 januárjában Megan Thee Stallion kiadta a Diamonds kislemezt Normanival, amelyet felhasználtak a Ragadozó madarak (és egy bizonyos Harley Quinn csodasztikus felszabadulása) filmben. Ugyanebben a hónapban bejelentette a debütáló albumát, a Suga-t és kiadta annak első kislemezét, a B.I.T.C.H.-et. 2020 februárjában közreműködött a Phony Ppl, Fkn Around kislemezén és fellépett a The Tonight Show Starring Jimmy Fallon-on, hogy előadja a B.I.T.C.H.-et. Márciusban bejelentette, hogy elhalasztja az album megjelenését, amíg nem egyezik meg új szerződésben a 1501 Certifieddal.
2020. március 6-án kiadta a Suga-t középlemezként a kiadó akaratának ellenére. Ugyanebben a hónapban a Savage című száma sikeres lett a TikTok platformon. Ennek következtében megjelentettek egy remixet a dalból Beyoncéval. A dal Megan Thee Stallion első top 10-es dala volt az Egyesült Államokban a remix kiadása után, majd később az első helyet is elérte. A Savage sikerének köszönhetően a Suga eladásai is megemelkedtek, 7. helyig jutott a Billboard 200-on. A dal bevételeit adományként eljuttatta a Bread of Life houstoni nonprofit szervezetnek, amely a Covid19 ideje alatt rászorulóknak segített. 2020. június 26-án kiadta a Girls in the Hood kislemezt, mielőtt közreműködött volna Cardi B WAP című dalán. A WAP a rapper második első helyezett kislemeze lett a Billboard Hot 100-on és a az első héten legtöbbször streamelt dal lett a lista történetében (93 millió).
2020 augusztusában Megan Thee Stallion a Revlon márka arca lett. 2020 szeptemberében kapta meg első jelölését a Billboard Music Award díjátadón. Pár nappal később szerepelt a Time a Világ 100 legbefolyásosabb embere listáján. A 2020-as BET Hip Hop Awards-on nyolc jelölést kapott, amely a harmadik legtöbb volt Drake-kel együtt. Ezek közé tartozott az Év előadója, az Év dala és az Év albuma is. Ugyanebben az évben a legtöbb jelölést kapta a 2020-as People's Choice Awards-on Justin Bieberrel együtt, hatot. A 2020-as American Music Awards díjátadón a második legtöbbször jelölt előadó volt. 2020 októberében kiadta a Don't Stop kislemezt Young Thuggal és fellépett a Saturday Night Live 46. évadjának premierjén. Ugyanezen az estén előadta a Savage-et, megváltoztatott, politikai szöveggel, amelyben a rasszizmusról, Daniel Cameronról (Kentucky legfőbb ügyésze), a fekete nők megvédésének fontosságáról és a Black Lives Matter mozgalomról beszélt. Ezt követően írt egy cikket a The New York Times-ba Why I Speak Up for Black Women ("Miért szólalok fel a fekete nők mellett") címen. Négy jelölést kapott a 63. Grammy-díjátadón, többek között a Legjobb új előadó és az Év felvétele (a Savage-ért) kategóriákban. Jelöléseiből elnyerte a Legjobb új előadó, a Legjobb rap előadás és a Legjobb rap dal kategóriákat 2021 márciusában.
2020. november 13-án Megan Thee Stallion bejelentette debütáló stúdióalbumának megjelenését. A Good News-t 2020. november 20-án adták ki. Ezzel egyidőben jelent meg a Body kislemeze és annak videóklipje. Az album a Billboard 200 2. helyén debütált, több, mint 100 ezer eladott példánnyal. 2020. január 14-én Doja Cattel közreműködött Ariana Grande 34+35 kislemezén a Positions című albumról.

## Imidzs

### Alteregók
Több interjúban is Tina Snow-ként beszél magáról, amely a Tina Show középlemezének megjelenésének idején volt az alteregója, amelyet Pimp C "Tony Snow" álneve inspirált. A "Hot Girl Meg" alteregója a rapper társasági oldalának felel meg. Thee Hood Tyra Banks-ként is beszélt már magáról.

## Magánélete
Megan Thee Stallion anyja, Holly Thomas, 2019 márciusában elhunyt egy agytumor következtében, nagyanyja ugyanebben a hónapban halt meg. Miután elhagyta az iskoláját, 2019-ben újrakezdte tanulmányait a texasi Southern Universityn, ahol egészségügyi adminisztrációt tanul.
Négy kutyája van: 4oe, Dos, Five, és Ten, illetve egy macskája.[forrás?]
2021. február 19-én bejelentette, hogy kapcsolatban van Pardison Fontaine-nel.

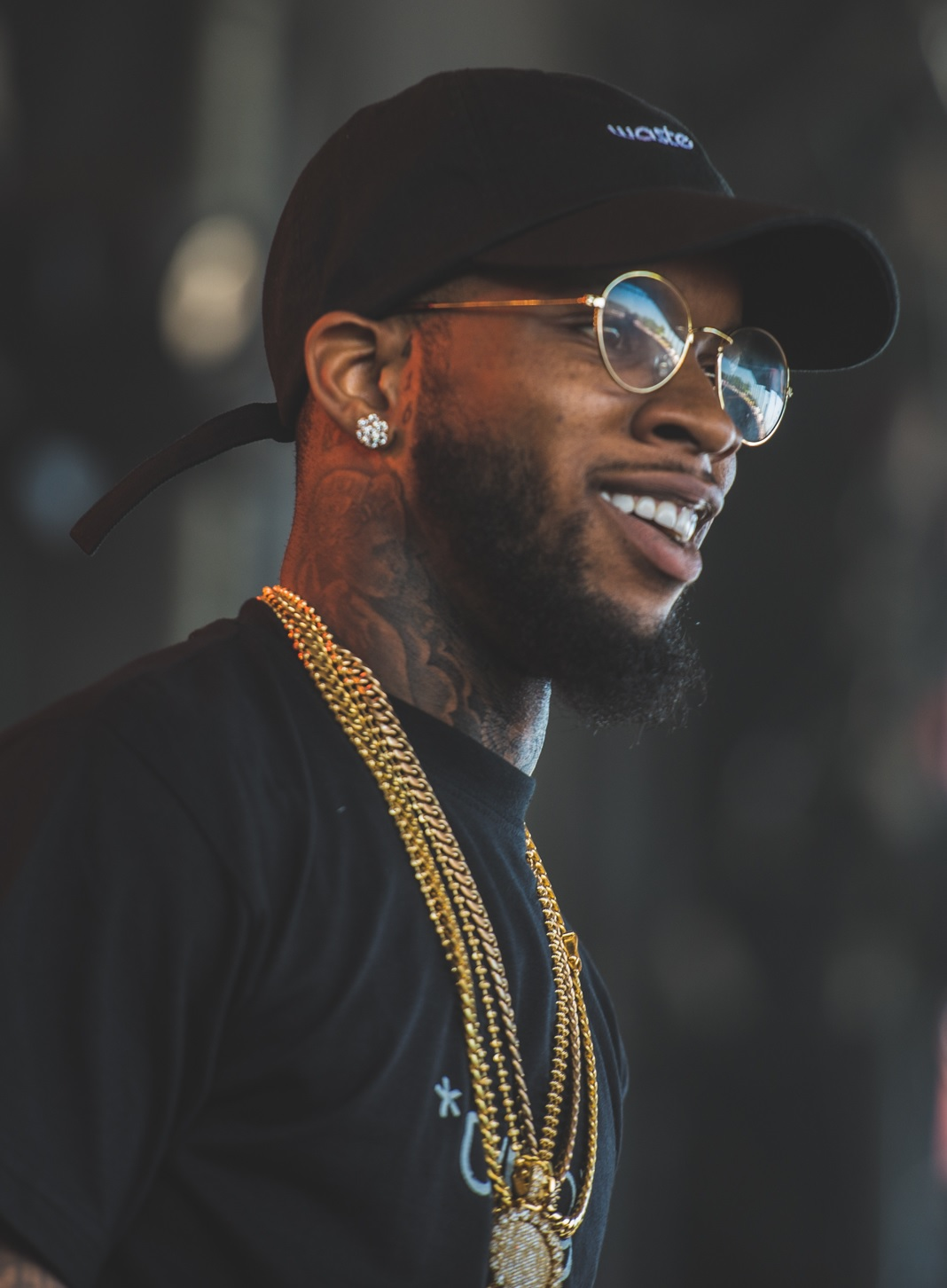
Tory Lanez, a rapper, akit megvádolták Megan meglövésével

### 2020-as lövöldözés, Tory Lanez
2020. július 15-én Megan Thee Stallion elmondta, hogy meglőtték és átesett egy műtéten, hogy eltávolítsák a lövedéket a testéből. Ezzel ellentétbe pár nappal korábban a TMZ riportja szerint a rapper üveggel felsértette lábát, mikor egy autóban volt  Tory Lanezzel és egy ismeretlen nővel. Az autót megállították rendőrök és fegyvertartás miatt letartóztatták Lanezt. 2020. július 27-én Megan Thee Stallion sírva elmondta egy Instagram adásban, hogy mindkét lábát meglőtték. Egy hónappal később mondta el nyilvánosan mi történt: "Nem mondtam el rögtön a rendőrségnek, hogy mi történt, mert nem akartam meghalni." 2020. szeptember 25-én Lanez kiadta ötödik stúdióalbumát, amelyen majdnem minden dalban megemlíti a lövöldözést és tagadja, hogy ő tette volna. Ugyanezen a napon Megan ügyvédje, Alex Spiro a Varietynek beszélt és elmondta, hogy Lanez csapata rágalomhadjáratot indított a rapper ellen, hogy lejárassák őt. Megan Thee Stallion azt is elmondta, hogy Lanez pénzt ajánlott neki, hogy ne szólaljon fel az ügyről.
2020. október 8-án a Los Angeles megyei bíróságon Lanezt megvádolták Megan meglövésével. Lanez ellen távoltartási végzést adtak ki, nem mehet 100 lábnál (nagyjából 30 méter) közelebb Megan Thee Stallion-hoz, illetve le kellett adnia összes fegyverét, amely tulajdonában állt. Ha elítélik, Lanez akár 22 évre és nyolc hónapra is börtönbe kerülhet. 2020 novemberében Megan kiadta első stúdióalbumát, a Good News-t, amelynek első dala a Shots Fired, amelyet Lanezhez írt. A dalt méltatták kritikusok és feldolgozta The Notorious B.I.G. Who Shot Ya? dalát.

## Diszkográfia

### Stúdióalbumok
- Good News (2020)
- Traumazine (2022)

### Dalok
- WAP (2020) - Cardi B és Megan Thee Stallion-dal
- SG (Sexy Girl) (2021) - DJ Snake, Ozuna, Megan Thee Stallion és Lalisa Manobal-dal
- Sweetest Pie (2022) - Megan Thee Stallion és Dua Lipa-dal

## Filmográfia
| Év   | Cím                 | Szerep                | Jegyzet                                                     |
| ---- | ------------------- | --------------------- | ----------------------------------------------------------- |
| 2019 | Jimmy Kimmel Live!  | Önmaga / Zenei vendég | "Tracy Morgan/ Gwen Stefani/ Megan Thee Stallion" epizódban |
| 2020 | Saturday Night Live | Önmaga / Zenei vendég | "Chris Rock/ Megan Thee Stallion" epizódban                 |
| 2020 | Good Girls          | Onyx                  | "Nana" epizódban                                            |

## Turnék

### Vendégelőadóként
- Bad Girls Tour (Iggy Azalea és Cupcakke) (2018; lemondva)[19]
- Legendary Nights Tour (Meek Mill és Future) (2019)

## Díjak
| Év   | Díjátadó                 | Kategória                       | Győztes / Munka                                                 | For.    |
| ---- | ------------------------ | ------------------------------- | --------------------------------------------------------------- | ------- |
| 2019 | BET Hip Hop Awards       | Legjobb mixtape                 | Fever                                                           | [ 96 ]  |
| 2019 | BET Hip Hop Awards       | Hot Ticket Performer            | Megan Thee Stallion                                             | [ 96 ]  |
| 2019 | Billboard Women in Music | Powerhouse Award                | Megan Thee Stallion                                             | [ 97 ]  |
| 2019 | MTV Video Music Awards   | Best Power Anthem               | Hot Girl Summer (Nicki Minaj és Ty Dolla $ign közreműködésével) | [ 98 ]  |
| 2019 | Variety's Hitmakers      | Breakthrough Artist             | Megan Thee Stallion                                             | [ 99 ]  |
| 2020 | American Music Awards    | Favorite Song – Rap/Hip-Hop     | WAP (Cardi B-vel)                                               | [ 100 ] |
| 2020 | Apple Music Awards       | Breakthrough Artist of the Year | Megan Thee Stallion                                             |         |
| 2020 | BET Awards               | Best Female Hip-Hop Artist      | Megan Thee Stallion                                             | [ 101 ] |
| 2020 | BET Awards               | Coca-Cola Viewers' Choice Award | Hot Girl Summer (Nicki Minaj és Ty Dolla $ign közreműködésével) | [ 101 ] |
| 2020 | BET Hip Hop Awards       | Artist of the Year              | Megan Thee Stallion                                             | [ 102 ] |
| 2020 | BET Hip Hop Awards       | Hustler of the Year             | Megan Thee Stallion                                             | [ 102 ] |
| 2020 | BET Hip Hop Awards       | Best Collaboration              | Savage (Beyoncé remix)                                          | [ 102 ] |
| 2020 | MTV Video Music Awards   | Best Hip-Hop                    | Savage                                                          | [ 103 ] |
| 2020 | People's Choice Awards   | Collaboration Song of the Year  | WAP (Cardi B-vel)                                               | [ 104 ] |
| 2020 | Soul Train Music         | Rhythm & Bars Award             | Savage                                                          | [ 105 ] |
| 2020 | Libera Awards            | Marketing Genius                | Hot Girl Summer (Nicki Minaj és Ty Dolla $ign közreműködésével) | [ 106 ] |
| 2021 | 63. Grammy-gála          | Legjobb rap dal                 | Savage (Beyoncé remix)                                          | [ 107 ] |
| 2021 | 63. Grammy-gála          | Legjobb rap teljesítmény        | Savage (Beyoncé remix)                                          | [ 107 ] |
| 2021 | 63. Grammy-gála          | Legjobb új előadó               | Megan Thee Stallion                                             | [ 107 ] |

## További információ
- Hivatalos oldal
- Megan Thee Stallion a Facebookon
- Megan Thee Stallion az Internet Movie Database-ben (angolul)
- Megan Thee Stallion a Rotten Tomatoeson (angolul)